# Figuurworst
Figuurworst is een neologisme dat een vleeswaar op brood aanduidt (de worst), waar machinaal een patroon in is verwerkt. Dit patroon op het plakje worst kan variëren van een koe tot een Bob de Bouwer of zelfs Samson of Maja de Bij.
In een onderzoek van de stichting SIRE naar waar de maatschappij zich aan ergert, belandde de Boterhamworst met gezichtjes op nummer één, nog boven maatschappelijke problemen als homohaat en dierenmishandeling. Dit bleek een actie te zijn van het populaire weblog GeenStijl.